# لری (نام کوچک)
لری نامی کوچکی است که در زبان فارسی دارای چهار تلفظ مختلف «لَری»، «لُری»، «لِری» و «لوری» است.
افراد سرشناس این نام‌ها عبارتند است از:

## لَری (Larry) و (Lary)
- لری سنگر، از بنیانگذاران ویکی‌پدیا
- لری برد، بسکتبالیست آمریکایی
- لری گلبرت، فیلم‌نامه‌نویس آمریکایی
- لری جاشوآ، بازیگر آمریکایی
- لری بلک، دونده آمریکایی
- لری فرگوسن (فیلمنامه نویس)، فیلمنامه نویس آمریکایی
- لری فلینت، ناشر آمریکایی
- لری مولن جونیور، طبل‌زن و هنرپیشه ایرلندی
- لری استورچ، هنرپیشه و صداپیشه آمریکایی
- لری د کیبل گای، خواننده و هنرپیشه آمریکایی
- لری جانسون (بسکتبال، زاده ۱۹۶۹)، بسکتبالیست آمریکایی
- لری فاین، هنرپیشه آمریکایی
- لری ادلر، نوازنده آمریکایی
- لری کینگ، مجری پرسابقه شبکه تلویزیونی سی‌ان‌ان آمریکا
- لری نانس جونیور، بسکتبالیست آمریکایی
- لری اسمیت، فیلمبردار بریتانیایی
- لری پارکز، هنرپیشه آمریکایی
- لری کین، قایقران کانو کانادایی
- لری راسل، آهنگساز و موسیقی‌دان آمریکایی
- لری نانس، بسکتبالیست آمریکایی
- لری هانکین، بازیگر آمریکایی
- لری پاین، هنرپیشه آمریکایی
- لری چارلز، کارگردان و فیلمنامه‌نویس آمریکایی
- لری لیبر، نویسنده آمریکایی
- لری گراهام، موسیقی‌دان آمریکایی
- لری براون (بازیکن بسکتبال)، بسکتبالیست آمریکایی
- لری دی. مان، هنرپیشه کانادایی
- لری رابینسون (بازیکن بسکتبال)، بسکتبالیست آمریکایی
- لری هگمن، کارگردان و تهیه‌کننده آمریکایی
- لری رزن، موسیقی‌دان آمریکایی
- لری سالیوان، هنرپیشه آمریکایی
- لری کریمر، فیلم‌نامه‌نویس و نمایش‌نامه‌نویس آمریکایی
- لری پروبست، تاجر آمریکایی
- لری توماس (هنرپیشه)، هنرپیشه آمریکایی
- لری مک‌دانلد، سیاستمدار آمریکایی
- لری اسکات (بدن‌ساز)، بدن‌ساز آمریکایی
- لری لوون، موسیقی‌دان آمریکایی
- لری جو کمپل، بازیگر آمریکایی
- لری هیلبلوم، بازرگان و کارآفرین آمریکایی
- لری فسندن، بازیگر، تهیه‌کننده، نویسنده، کارگردان، تدوین‌گر و فیلم‌بردار آمریکایی
- لری لینویل، هنرپیشه آمریکایی
- لری پیج، مؤسس و مدیر شرکت گوگل
- لری رومانو، هنرپیشه آمریکایی
- لری مک‌مرتری، رمان‌نویس، مقاله‌نویس، فیلم‌نامه‌نویس، کتابفروش آمریکایی
- لری دیوید، نویسنده، بازیگر و کارگردان آمریکایی
- لری لیورمور، خواننده و موسیقی‌دان آمریکایی
- لری ویلکاکس، هنرپیشه آمریکایی
- لری سندرز، سیاستمدار آمریکایی-بریتانیایی
- لری مرلو، بازرگان و کارآفرین آمریکایی
- لری سلرز، هنرپیشه آمریکایی
- لری هولدن، هنرپیشه بریتانیایی
- لری ریپنکروگر، بدلکار آمریکایی
- لری تاول، عکاس خبری کانادایی
- لری ریورز، مجسمه‌ساز و نقاش آمریکایی
- لری بریگمن، هنرپیشه آمریکایی
- لری فانگ، مدیر فیلمبرداری آمریکایی
- لری بگبی، هنرپیشه و نوازنده آمریکایی
- لری مانتی، هنرپیشه آمریکایی
- لری گیتس، هنرپیشه آمریکایی
- لری سمون، هنرپیشه، کارگردان و فیلم‌نامه‌نویس آمریکایی
- لری اوبرین، سیاستمدار آمریکایی
- لری ناسار، دکتر پزشکی استیوپاتی آمریکایی
- لری سدار، هنرپیشه آمریکایی
- لری باربیر، شناگر آمریکایی
- لری مورفی (بازیگر)، بازیگر و صداپیشه آمریکایی
- لری جی فرانکو، تهیه‌کننده و کارگردان آمریکایی
- لری ای. اورمن، شیمی‌دان آمریکایی
- لری زاریان، سیاست‌مدار آمریکایی ارمنی‌تبار
- لری کلارک، کارگردان، عکاس و فیلم‌نامه‌نویس آمریکایی
- لری هایمن، زبان‌شناس آمریکایی
- لری مک کافری، منقد ادبی و ویراستار آمریکایی
- لری نیون، نویسنده کتاب‌های علمی تخیلی آمریکایی
- لری پرسلر، سناتور آمریکایی
- لری سیلورستین، بازرگان آمریکایی
- لری میلر (کمدین)، هنرپیشه آمریکایی
- لری بیشاپ، فیلم‌نامه‌نویس، هنرپیشه، کارگردان و تهیه‌کننده آمریکایی
- لری شا (کارگردان)، کارگردان آمریکایی
- لری رودالف، مدیر تلنت و وکیل سرگرمی آمریکایی
- لری شولهوف، شناگر آمریکایی
- جی. لری نیکولز، کارآفرین، وکیل، سرمایه‌دار و مدیر اجرایی آمریکایی
- لری کریگ، سناتور آمریکایی
- لری کوئن، کارگردان، تهیه‌کننده و فیلم‌نامه‌نویس آمریکایی
- لری بوکشن، سیاستمدار آمریکایی
- لری لمب، هنرپیشه انگلیسی
- لری استفانکی، تنیس‌باز آمریکایی
- جان لری کلی، فیزیک‌دان آمریکایی
- لری دریک، هنرپیشه آمریکایی
- لری گاگوسیان، کارآفرین آمریکایی ارمنی‌تبار
- لری وال، سازنده زبان برنامه‌نویسی پرل
- لری لوید، بازیکن فوتبال انگلیسی
- لری تیلور (بسکتبال)، بسکتبالیست آمریکایی
- لری کوریل، گیتارنواز آمریکایی
- لری پرکینز، راننده استرالیایی
- لری کوهلر-اسس روزنامه‌نگار آمریکایی صهیونیست
- لری کراکت، اتومبیل‌ران فرمول یک آمریکایی
- لری وارباس، دوچرخه‌سوار آمریکایی
- لری رابرت، مهندسی برق و کامپیوتر آمریکایی
- لری الیسون، یکی از بنیانگذاران و مدیر عامل شرکت اوراکل
- لری هولمز، بوکسور آمریکایی
- لری سامرز، اقتصاددان آمریکایی
- لری کادلو، صاحبنظر اقتصادی محافظه کار آمریکایی
- لری هوگن، سیاستمدار آمریکایی

## لُری (Lori) و (Lory) و (Lorie)
- لری (خواننده)، موسیقی‌دان، خواننده، ترانه‌سرا، هنرپیشه، تهیه‌کننده موسیقی فرانسوی
- لری هیورینگ، هنرپیشه آمریکایی
- لری گارور، معاون مدیر ناسا
- لری دل سانتو، بازیگر و مدل ایتالیایی
- لری زکلین، شخصیت خیالی

## لِری (Leri)
- لری خابلوف، کشتی‌گیر گرجی

## لوری (Laurie)
- لری اسکات (بازیکن فوتبال)، بازیکن فوتبال انگلیسی
- لری رز، فیلم‌بردار انگلیسی
- لری بارترام، هنرپیشه و بالرین آمریکایی

## جانوران
- لری، گربهٔ موش‌گیر ارشد دفتر کابینه